# Johan Richter (arquitecto)
Johan Vondriak Richter (4 de diciembre de 1925, Aarhus – 18 de abril de 1998) fue un arquitecto danés, ingeniero real de la ciudad de Aarhus y profesor en la Escuela de Arquitectura de Aarhus. 
Richter se formó originalmente como un carpintero, pero en 1947 se convirtió en constructor y en 1951 se graduó en la Real Academia de Bellas Artes de Dinamarca. Inicialmente trabajó en C. F. Møller Architects hasta el año 1955. Sin embargo, mientras que todavía trabaja para la C. F. Møller abrió el estudio de arquitectura Richter & Gravers en el año 1953 con Arne Gravers. La firma pasó a llamarse Kjær & Richter cuando Gravers dejó la empresa y Werner Kjær se convirtió en un nuevo socio. Una de las obras más importantes de la firma fue el Auditorio de Aarhus. Johan Richter fue profesor en la Escuela de Arquitectura de Aarhus de 1965 a 1985, fue el ingeniero ral de la ciudad hasta 1996 y fue el arquitecto de la Catedral de Aarhus desde 1989.
En 1989 Richter fue nombrado miembro honorario del American Institute of Architects.

## Premios
- 1965: Danish Wood Award (por el Århus Statsgymnasium),
- 1965: Medalla Eckersberg
- 1988: Medalla C. F. Hansen
- 1990: Thorsen-Prisen